# Pablo Brenes
Pablo Andres Brenes Quesada (ur. 4 sierpnia 1982) – kostarykański piłkarz występujący na pozycji pomocnika.

## Kariera klubowa
Brenes karierę rozpoczynał w 2001 roku w zespole Municipal Pérez Zeledón. Spędził tam 3 lata, a w 2004 roku podpisał kontrakt z amerykańskim MetroStars. W MLS zadebiutował 12 czerwca 2004 roku w przegranym 1:3 pojedynku z Houston Dynamo. W sezonie 2004 w barwach MetroStars rozegrał 14 spotkań.
Na początku 2005 roku Brenes wrócił do Kostaryki, gdzie został graczem klubu Deportivo Saprissa. W tym samym roku zdobył z nim Ligę Mistrzów CONCACAF. Po tym sukcesie przeniósł się do amerykańskiego Realu Salt Lake. Nie zagrał tam jednak w żadnym meczu.
W styczniu 2006 roku Brenes ponownie przeszedł do Deportivo Saprissa. W sezonach 2005/2006 oraz 2006/2007 zdobył z nim mistrzostwo Kostaryki, a w sezonie 2007/2008 mistrzostwo faz Invierno oraz Verano. W 2008 roku odszedł do Brujas FC. W sezonie 2009/2010 wywalczył z nim mistrzostwo fazy Invierno. Na początku 2011 roku przeniósł się do CS Cartaginés.

## Kariera reprezentacyjna
W 2004 roku Brenes znalazł się w drużynie na Letnie Igrzyska Olimpijskie, zakończone przez piłkarzy Kostaryki na ćwierćfinale. W reprezentacji Kostaryki zadebiutował w 2005 roku. W 2009 roku został powołany do kadry na Złoty Puchar CONCACAF. Zagrał na nim w meczach z Salwadorem (1:2), Gwadelupą (5:1) oraz Meksykiem (1:1, 3:5 w rzutach karnych). Z tamtego turnieju Kostaryka odpadła w półfinale.